# Territoire de Papouasie et Nouvelle-Guinée
Pour les articles homonymes, voir Nouvelle-Guinée (homonymie).
1er juillet 1949 – 16 septembre 1975
(26 ans, 2 mois et 15 jours)
Entités précédentes :
- Territoire de Nouvelle-Guinée
- Territoire de Papouasie

Entités suivantes :
- État indépendant de Papouasie-Nouvelle-Guinée

L'Union administrative du territoire de Papouasie et du territoire de Nouvelle-Guinée était un territoire sous administration australienne qui comprenait la moitié est de l'île de Nouvelle-Guinée et qui correspond à l'actuelle Papouasie-Nouvelle-Guinée.
Avant la Seconde Guerre mondiale, la zone était divisée en deux territoires sous administration de l'Australie : le territoire de Nouvelle-Guinée au Nord et le territoire de Papouasie au Sud. Après la guerre, l'administration des deux territoires fut combinée en 1945.
En 1949, la région fut placée sous un régime de tutelle internationale et l'union des deux territoires entérinée. Un conseil législatif fut mis en place (et établi en 1951), ainsi qu'un système judiciaire et de gouvernement local. Une assemblée remplaça le conseil en 1963 (la première session débuta le 8 juin 1964). En 1972, le nom du territoire fut changé en Papouasie-Nouvelle-Guinée. Elle obtint une autonomie complète le 1er décembre 1973 et son indépendance le 16 septembre 1975.